# Ворон (геральдика)
Во́рон, або кру́к — гербова фігура у геральдиці. Зображується у вигляді натурального чорного ворона. Символ передбачливості та довголіття.

## Опис
Емблематичне зображення ворона розроблено в німецькій геральдиці, де ця фігура застосовується у декількох видах. Ворон зображується завжди  чорним, включаючи озброєння, тобто дзьоб, язик, кігті, як птах із сильним, великим і лише злегка зігнутим дзьобом і з непропорційно великими лапами і кігтями.
Як гербова фігура ворон може бути зображений стоячим, готовим до бою, суперечащим, готовим до зльоту, а також тримаючим у дзьобі кільце, що  блазонується як «ручний ворон» або «злодійкуватий ворон», оскільки відображає схильність цього птаха в прирученому вигляді ковтати або ховати блискучі металеві предмети. Стоячий ворон зображується в профіль із закритим дзьобом, з трьома пір'їнами у крилі і хвості. Стоячий, готовий до бою ворон — з розкритим дзьобом, з язиком і піднятою правою ногою. Ворон, готовий до зльоту, зображується на геральдичній горі в три чверті, з піднятими крилами і розкритим дзьобом.
- В українській геральдиці ворон зображується рідко, в повороті корпусу вліво і з головою, повернутою в протилежний бік — так званий «ворон, що обернувся».
- Серед польських шляхетських гербів поширений герб  «Сліповрон», носіями якого є понад 200 родів. Найбільш відомі підвиди цього герба —  «Деспот» і  «Корвін».
- Серед російських дворянських родів відомі такі як Вороневичі, Бутурліни, Неклюдов та інші.
- Ворон зображений на інших гербах європейських дворянських родів: франконських Шварценбергів, угорських Корвінів. Подібний герб зображується на деяких географічних об'єктах: міст, областей і тому подібного.

## Символізм
- У португальській геральдиці ворон асоціюється зі святим Вікентієм Сарагоським. За переказом, чорні круки оберігали тіло покійного мученика від лісових тварин, а згодом супроводжували його мощі до Лісабона. Ворони зображені на гербах міст Лісабона і Абрантеша, покровителем яких є святий Вікентій.

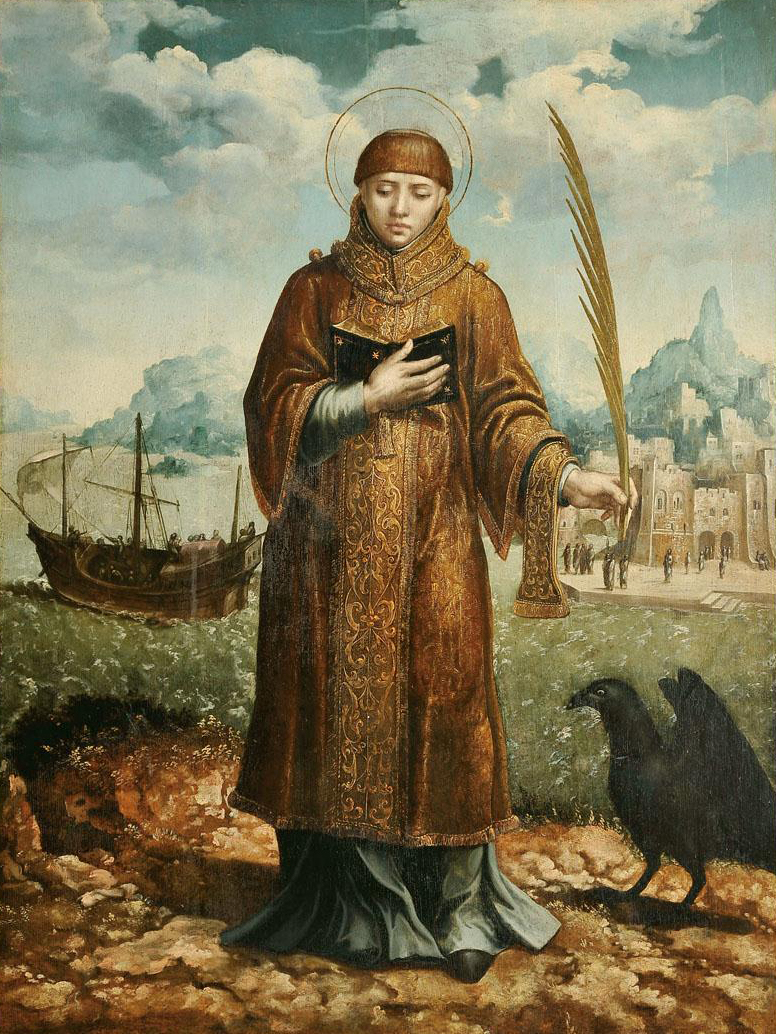
Вікентій з вороном
Абрантеш
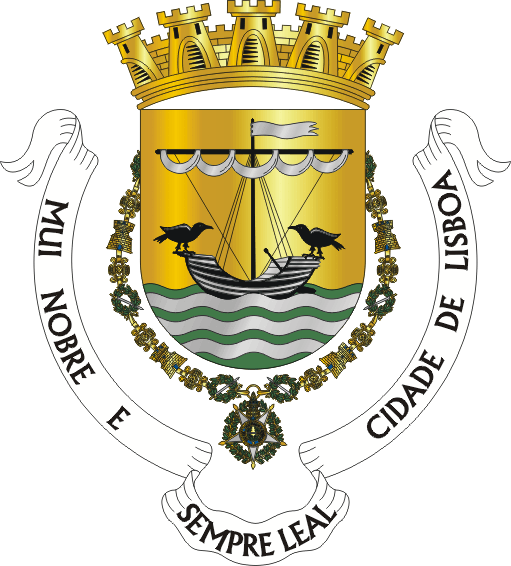
Лісабон

## Галерея

Герб гетьмана Павла Тетері
Корвін (герб)
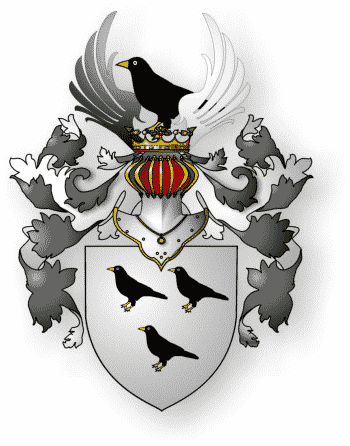
Польський герб дворянського роду Борхов
Герб Айнзидельна
Герб польського міста Вронкі
Герб Івано-Франківської обл.,Україна
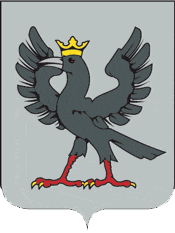
Герб Галича XIV ст, Івано-Франківська область, Україна
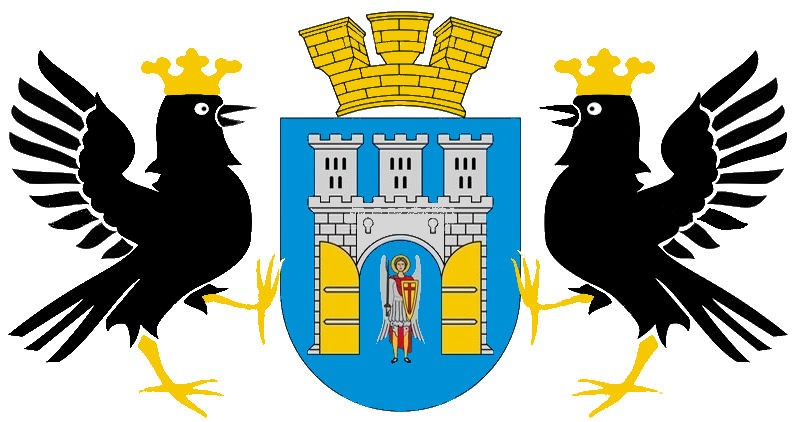
Герб Івано-Франківська, Україна
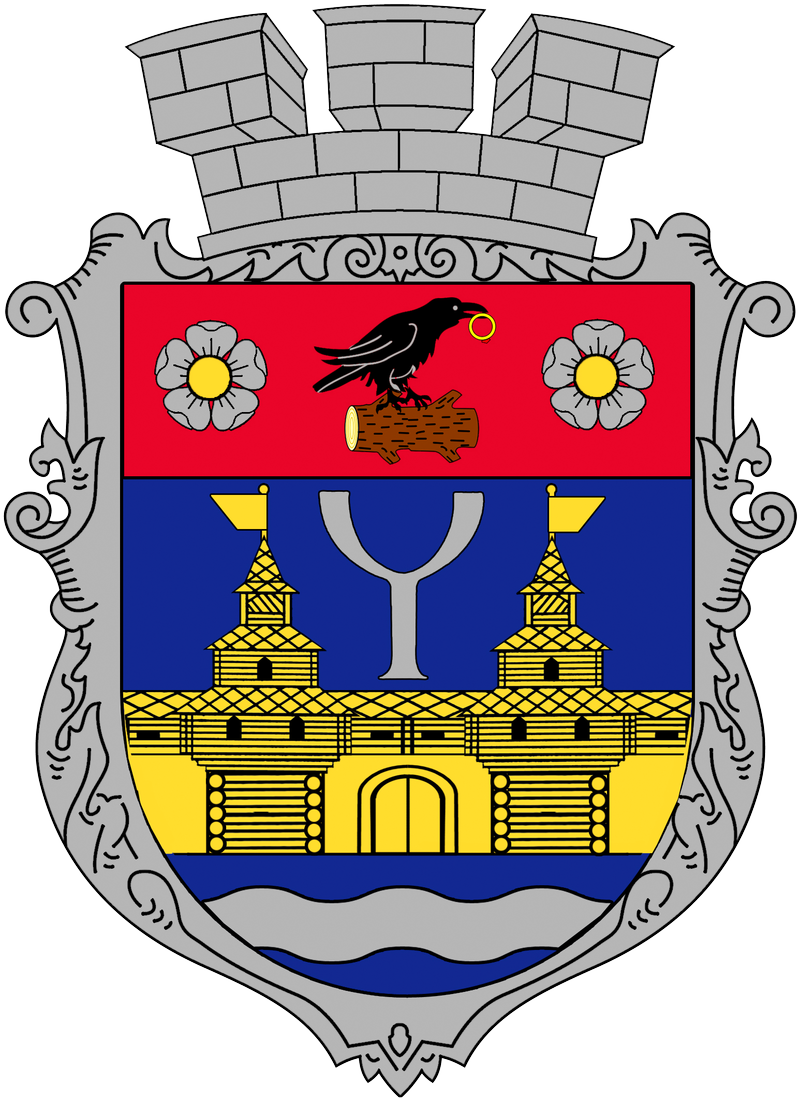
Герб Чоповичів
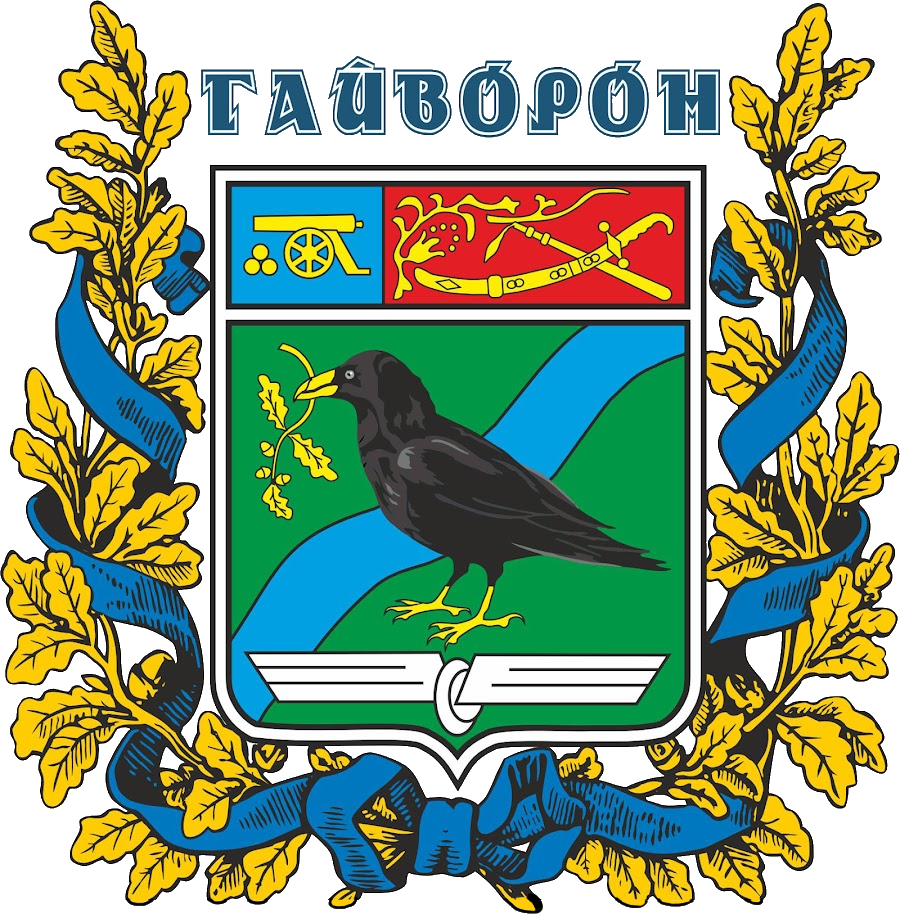
Герб Гайворона
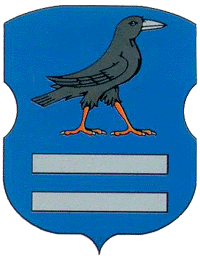
Герб селища Вороніж
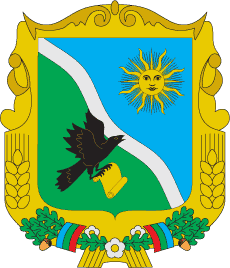
Герб селища Вороновиця
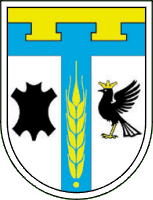
Герб Тисменицького району
Герб Грайворона, Бєлгородська область